# Camden Bypass
Der Camden Bypass ist eine Ortsumgehungsstraße im Osten des australischen Bundesstaates New South Wales. Er verbindet die Narellan Road in Narellan Vale mit dem Remembrance Drive in Camden South. Die historische Stadt Camden umgeht er im Westen.

## Verlauf
Der Camden Bypass zweigt bei Narellan Vale von der Narellan Road (Met-9) nach Südwesten ab. Etwa 500 m weiter nordwestlich mündet der Camden Valley Way, von dem der Camden Bypass die Bezeichnung als Staatsstraße 89 übernimmt. Durch Spring Farm führt die Straße zur Macarthur Bridge, die den Nepean River überspannt. Sie ist das architektonische Highlight der Ortsumgehung.
Die 1971 bis 1973 errichtete Betonbrücke ist 1,12 km lang und besitzt 26 Abschnitte. Damit überspannt sie den Fluss und seine Flussaue. Ursprünglich lief der Hume Highway (N31) über diese hochwassersichere Route, aber seit im Dezember 1980 der South Western Freeway eröffnet wurde, hat man die N31 dorthin verlegt. Die alte Route wurde dann zur Staatsstraße 89.
In Camden South geht der Camden Bypass in den Remembrance Drive (S89) über.

## Ausbauzustand
Die Strecke ist zweispurig ausgebaut. Da es aber in Stoßzeiten regelmäßig zu Staus kommt, ist ein weiterer Ausbau geplant.